# James L. Connaughton

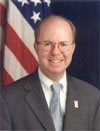
James L. Connaughton

James Laurence Connaughton (* 15. Mai 1961 in Baltimore, Maryland) ist ein ehemaliger US-amerikanischer Regierungsbeamter.

## Leben
Connaughton ist der Sohn von James Patrick Connaughton (* 1931; † 11. September 2011) und dessen Frau Monica Teresa (geborene Keaveny). Er absolvierte ein Jurastudium an der Yale University, das er 1983 mit „Magna cum Laude“ abschloss. Anschließend besuchte er bis 1889 die Law School der Northwestern University. Er war vor seiner Berufung als Jurist in der Anwaltskanzlei Sidley Austin Brown & Wood tätig. Von 1993 bis 2001 war setzte er sich aktiv für die Einführung internationaler Umweltkonsensstandards ein. Er war von 2001 bis 2009 als Vorsitzender des im Executive Office angesiedelten Council on Environmental Quality der oberste Umweltberater von US-Präsident George W. Bush. Auf dessen Vorschlag wurde er am 14. Juni einstimmig vom Senat der Vereinigten Staaten bestätigt und am 18. Juni 2001 durch den Präsidenten in sein Amt eingesetzt. In dieser Funktion fungiert er als leitender Berater des Präsidenten im Bereich Umwelt, Energie und natürliche Ressourcen. Während der ersten Amtszeit von Präsident Bush koordinierte er die Entwicklung wichtiger Verwaltungsinitiativen, einschließlich der nationalen Strategie für die Verbesserung der Luftqualität. Zudem setzte er sich für die Renaturierung und die Sanierung alter Industrie- und Brachflächen ein.
Während seiner Amtszeit wurde im Juni 2006 das Papahānaumokuākea Marine National Monument eingerichtet. In der 140.000 Quadratmeilen großen Region im zentralen Pazifik leben Tausende von Meeresspezies.
Mit dem Ende von Bushs Amtszeit im Januar 2009 schied auch Connaughton aus der Regierung aus; seine Nachfolgerin wurde Nancy Sutley. Er selbst wechselte ins Management der Constellation Energy Group.
Als Berater des Weißen Hauses war Connaughton auch Treuhänder der „Morris K. Udall Foundation“ und Mitglied des Council on Foreign Relations. Er ist verheiratet und hat zwei Kinder.